# Батановці
Ба́тановці (болг. Батановци) — місто в Перницькій області Болгарії. Входить до складу общини Перник.

## Населення
За даними перепису населення 2011 року у місті проживали 2263 особи.
Національний склад населення міста:
| Національність   | Кількість осіб | Відсоток |
| ---------------- | -------------- | -------- |
| болгари          | 2189           | 99,1%    |
| турки            | 3              | 0,1%     |
| цигани           | 3              | 0,1%     |
| інша             | 8              | 0,4%     |
| не визначились   | 5              | 0,2%     |
| Всього відповіли | 2208           |          |

Розподіл населення за віком у 2011 році:
Динаміка населення: